# 熊野町 (太田市)
熊野町（くまのちょう）は、群馬県太田市にある地名（町丁）。郵便番号は373-0025。

## 概要
韮川地区にある町丁。

## 地理

### 熊野町内の区
熊野町（韮川地区）の行政区の一覧。
| 地区     | 行政区 | 読み         | 区域   |
| -------- | ------ | ------------ | ------ |
| 韮川地区 | 熊野町 | くまのちょう | 熊野町 |

### 近隣町丁
- 金山町
- 東本町
- スバル町
- 東長岡町
- 東金井町

## 世帯数と人口
2022年（令和4年）3月31日現在の世帯数と人口は以下の通りである。
| 町丁   | 世帯数  | 人口   |
| ------ | ------- | ------ |
| 熊野町 | 954世帯 | 1560人 |

## 小・中学校の学区
市立小・中学校に通う場合、学区は以下の通りとなる。
| 番地 | 小学校             | 中学校             |                    |
| ---- | ------------------ | ------------------ | ------------------ |
| 全域 | 太田市立北の杜学園 | 太田市立北の杜学園 | 太田市立北の杜学園 |

## 交通

### 鉄道
町内に鉄道は通っていない。

### 道路
- 国道407号

## 施設
- 太田市立北の杜学園